# Było ich jedenaścioro
Było ich jedenaścioro (jap. 11人いる! Jūichinin iru!) – manga napisana i narysowana przez Moto Hagio, która ukazywała się w czasopiśmie Shōjo Comic przez trzy kolejne miesiące od września do listopada 1975 roku. Komiks ten zdobył nagrodę Shōgakukan Manga w 1976 roku. W 1976 roku powstał także sequel zatytułowany Było ich jedenaścioro: Horyzont na wschodzie, wieczność na zachodzie (jap. 続・11人いる! 東の地平・西の永遠 Zoku jūichinin iru! - Higashi no chihei nishi no towa). 
Na podstawie mangi powstała animowana adaptacja w postaci jednoodcinkowego filmu telewizyjnego, wyemitowanego w 1977 roku w ramach segmentu Shōnen Drama Series na NHK. Kolejna animowana adaptacja powstała dziesięć lat później, w 1986 roku. W 2004 roku powstało także przedstawienie teatralne.
W Polsce zarówno manga jak i jej sequel ukazały się nakładem wydawnictwa Japonica Polonica Fantastica w jednym tomie w 2014 roku w cyklu wydawniczym Mega Manga. Do wydania dołączono także 7 dodatkowych krótkich rozdziałów.

## Fabuła
Dziesięciu młodych kadetów w ramach testu końcowego zostaje wysłanych na opuszczony statek kosmiczny. Ich zadaniem jest przetrwanie, mając do dyspozycji jedynie ograniczone zasoby. Jeżeli zdadzą ten egzamin, spełni się ich życiowe pragnienie – staną się cenionymi członkami społeczeństwa i zdobędą sławę. Jednakże po przybyciu na statek odkrywają, że jest ich jedenaścioro. W ciągu kolejnych dni kadeci muszą poradzić sobie nie tylko z życiem na statku, który znajduje się na rozpadającej się orbicie, ale także  podejrzeniami wobec siebie, jako że każdy z nich stara się ustalić, kto z nich jest tym jedenastym.

## Bohaterowie
- Tadatos Lane

Seiyū: Akira Kamiya (1986) 
- Frolbericheri Frol

Seiyū: Michiko Kawai (1986) 
- King Mayan Baceska

Seiyū: Hideyuki Tanaka (1986) 
- Doricas Soldam IV

Seiyū: Toshio Furukawa (1986) 
- Ganigus Gagtos

Seiyū: Tesshō Genda (1986) 
- Amazon Carnias

Seiyū: Hirotaka Suzuoki (1986) 
- Vidminer Knume

Seiyū: Norio Wakamoto (1986) 
- Glenn Groff

Seiyū: Michihiro Ikemizu (1986) 
- Dolph Tasta

Seiyū: Kōzō Shioya (1986) 
- Toto Ni

Seiyū: TARAKO (1986) 
- Chaco Kacka

Seiyū: Tsutomu Kashiwakura (1986) 

## Manga
W 1994 roku manga została wydana na nowo, w wydaniu zbiorczym, obejmującym oba tomy.
| Nr | Język japoński | Język japoński     | Język polski | Język polski           |
| Nr | Data wydania   | ISBN               | Data wydania | ISBN                   |
| -- | -------------- | ------------------ | ------------ | ---------------------- |
| 1  | 20 lipca 1976  | ISBN 4-09-190712-1 | styczeń 2014 | ISBN 978-83-74712-60-6 |

### Horyzont na wschodzie, wieczność na zachodzie
| Nr | Język japoński   | Język japoński     | Język polski | Język polski           |
| Nr | Data wydania     | ISBN               | Data wydania | ISBN                   |
| -- | ---------------- | ------------------ | ------------ | ---------------------- |
| 1  | 20 sierpnia 1977 | ISBN 4-09-190714-8 | styczeń 2014 | ISBN 978-83-74712-60-6 |